# NGC 7300
NGC 7300 (другие обозначения — PGC 69040, MCG -2-57-11) — спиральная галактика с перемычкой (SBb) в созвездии Водолей.
Этот объект входит в число перечисленных в оригинальной редакции «Нового общего каталога».
В галактике вспыхнула сверхновая SN 1996ca типа Ia, её пиковая видимая звездная величина составила 16,5.
В галактике вспыхнула сверхновая SN 2015au типа IIb, её пиковая видимая звездная величина составила 17,7.